# Vazovec
Vazovec je osada, evidenční část města Turnova v okrese Semily, pás území v katastrálním území Malý Rohozec v hlubokém údolí Vazoveckého potoka, jako základní sídelní jednotka označený názvem Malý Rohozec díl 2. Leží severozápadně od Dolánek, západně pod Kobylkou a východně pod Malým Rohozcem.
Původně Vazovec od Dolánků oddělovala hráz zaniklého rybníka, nacházející se mezi místy pojmenovanými Dolánky – pod hrází a Vazovec – nad hrází. Dnešní vzhled údolí zkreslují náspy železnice Pardubice–Liberec a především silnice I/10 Turnov–Harrachov, které přeťaly osadu Dolánky a její horní část opticky přičlenily k Vazovci. Název osady se odvozuje od jilmu vazu.

## Historie
První písemná zmínka o vesnici pochází z roku 1790.
Roku 1869 v osadě žilo 111 obyvatel a na konci 19. století ještě 105 (národnosti české). Pak počet obyvatel výrazně klesal až do devadesátých let 20. století.
Administrativně (dodnes katastrálně) spadala osada pod Malý Rohozec (za monarchie panství Hruborohozecké) a po druhé světové válce pod Dolánky. Duchovní správa sídlila v Jenišovicích při kostele svatého Jiří a tam se také pohřbívalo (nyní převážně na novějším hřbitově u osady Kobylka). V dolní části údolí byl od nepaměti provozován chov ryb (nyní umělá líheň pstruhů ČRS Turnov).
Sjízdná komunikace Vazoveckým údolím byla dostavěna a rozšířena teprve počátkem dvacátých let 20. století. Vazovecký potok poháněl Lejskovu brusírnu s domácí elektrárnou ve Slapech a pak ještě celkem čtyři mlýny. Po nejstarším lze vystopovat už jen zbytky náhonu, zarostlého lesem. Zachované budovy mlýnů „U Horáčků“ a „U Patřičných“ (zbourán 2008) měly mlýnská kola ještě v šedesátých letech, ovšem už jenom k vidění. Nejznámější Abelův mlýn stojí v Dolánkách nedaleko Dlaskova statku. Většina původních nemovitostí změnila vzhled nebo byla zcela přestavěna. Vodovod (dokončený v 50. letech 20. století) je napojen k vodojemu na Metelce (z roku 1922).

## Pamětihodnosti
K přírodním zajímavostem patří vývěry Bartošova pec (ve Slapech) a tzv. Bezednice (u čp. 28), ve které podle pověsti zahynul a navždy zmizel jezdec (husar) i s koněm. Je pravděpodobné, že okolí pramene tehdy stále tvořil rozsáhlý močál.
Na vápencovém ostrohu (nazývaném Vápeník), který odděluje osadu od údolí Jizery, bývalo staroslovanské hradiště, po němž zůstala zachována část obranného příkopu. Dnes ovšem skálu protíná železnice a mezinárodní silnice, navazující na turnovský obchvat.

## Další fotografie

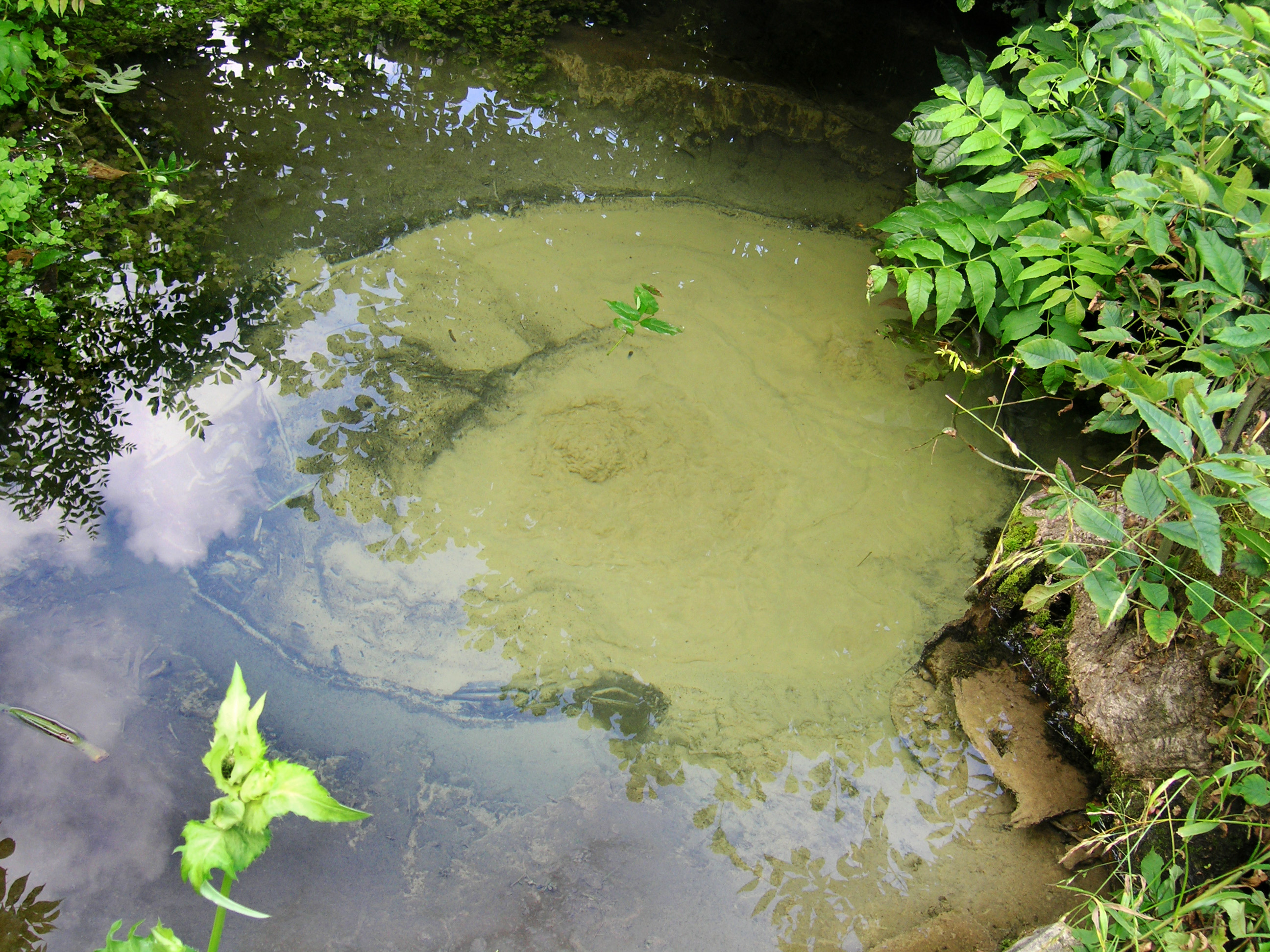
Pramen Bezednice
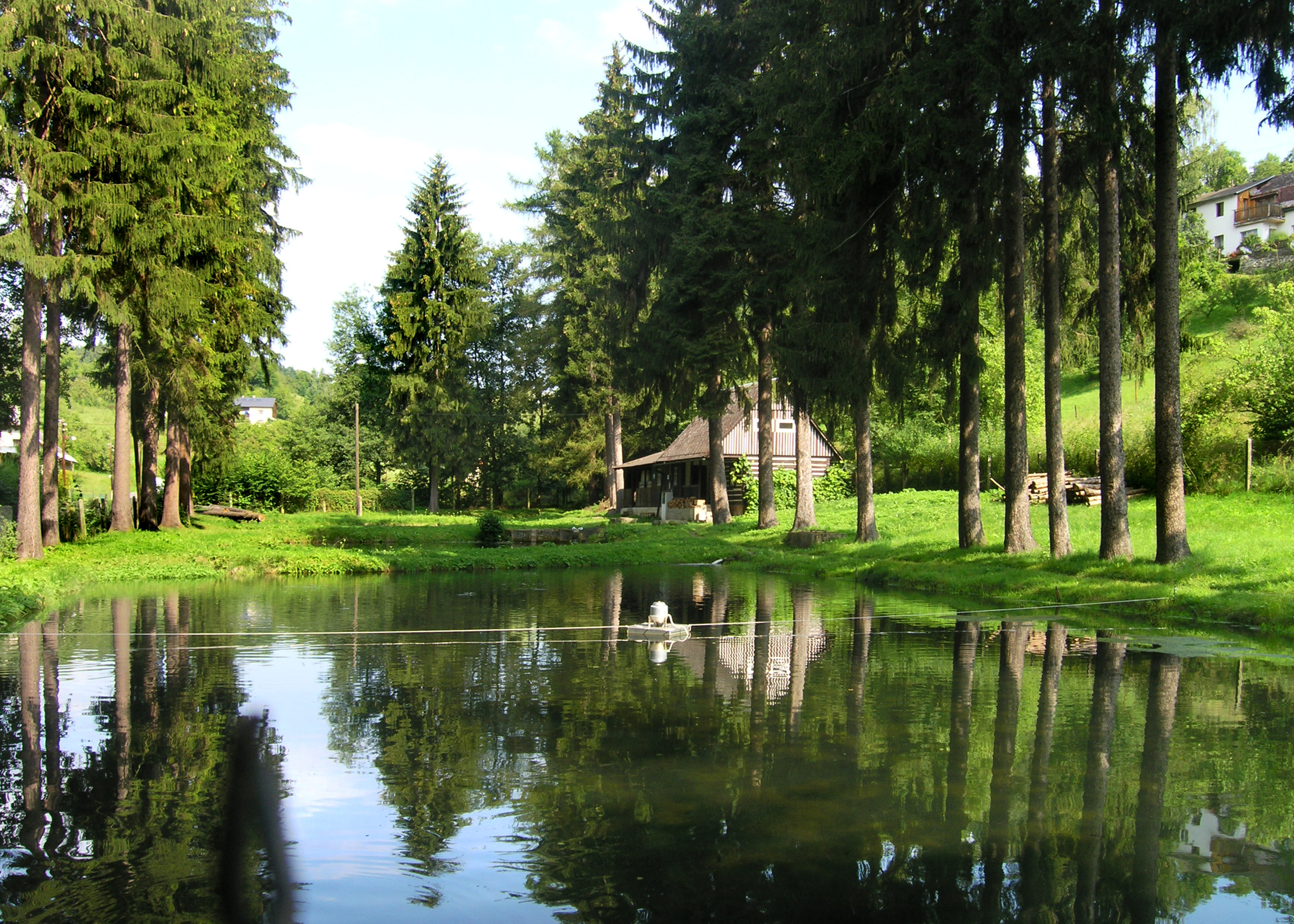
Pstruhový rybník
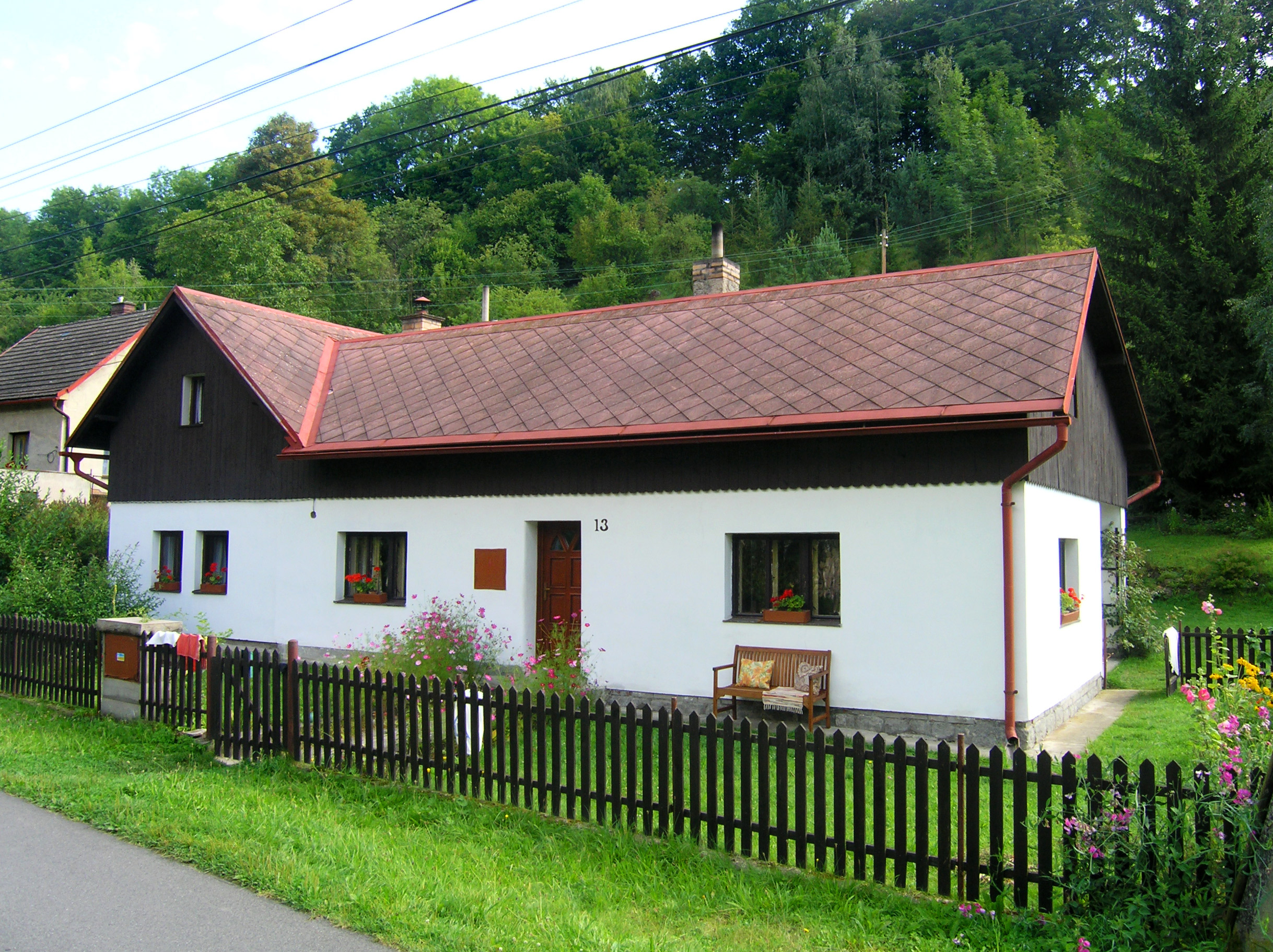
Střed vesnice